# Coahuiltecs
Els coahuiltecs (en castellà coahuiltecos o coahuiltecas), pajalates o pakawa eren unes tribus índia de parla aïllada, formada per tribus independents com els payaya, orejones, pajalates, pacoas, pausanes, mezcales, pampoas, borrados, sanipaos, manos de perro i altres que ocupaven els estats mexicans de Coahuila de Zaragoza, Nuevo León i Tamaulipas, fins a la frontera amb Texas Actualment, (els payaya vivien als marges del riu San Antonio, Texas). Actualment estan extints.

## Llengua i identificació ètnica

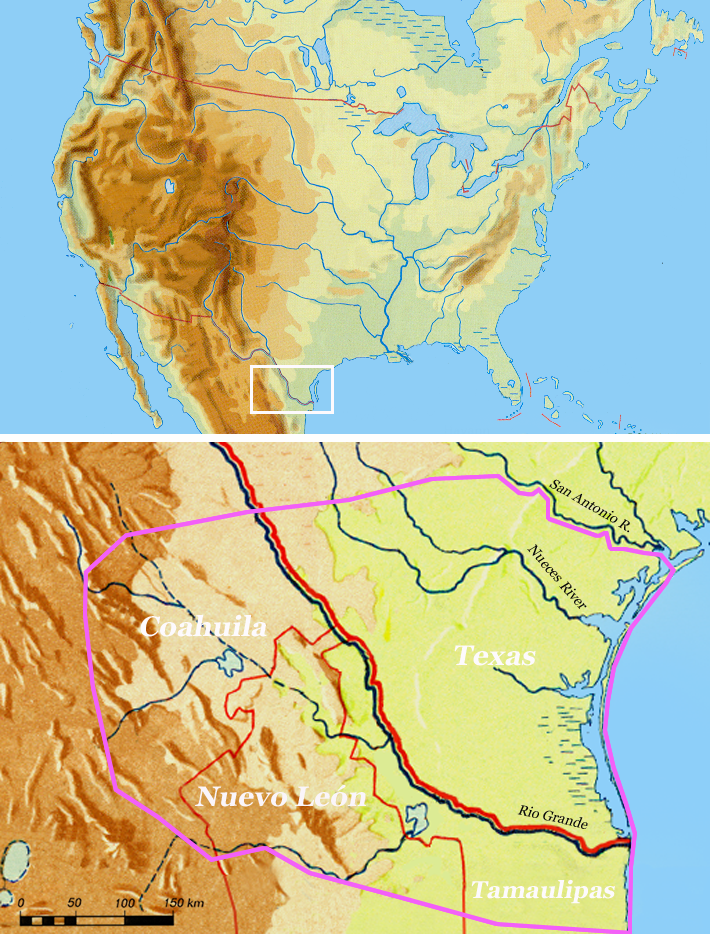
Distribució dels coahuiltecos

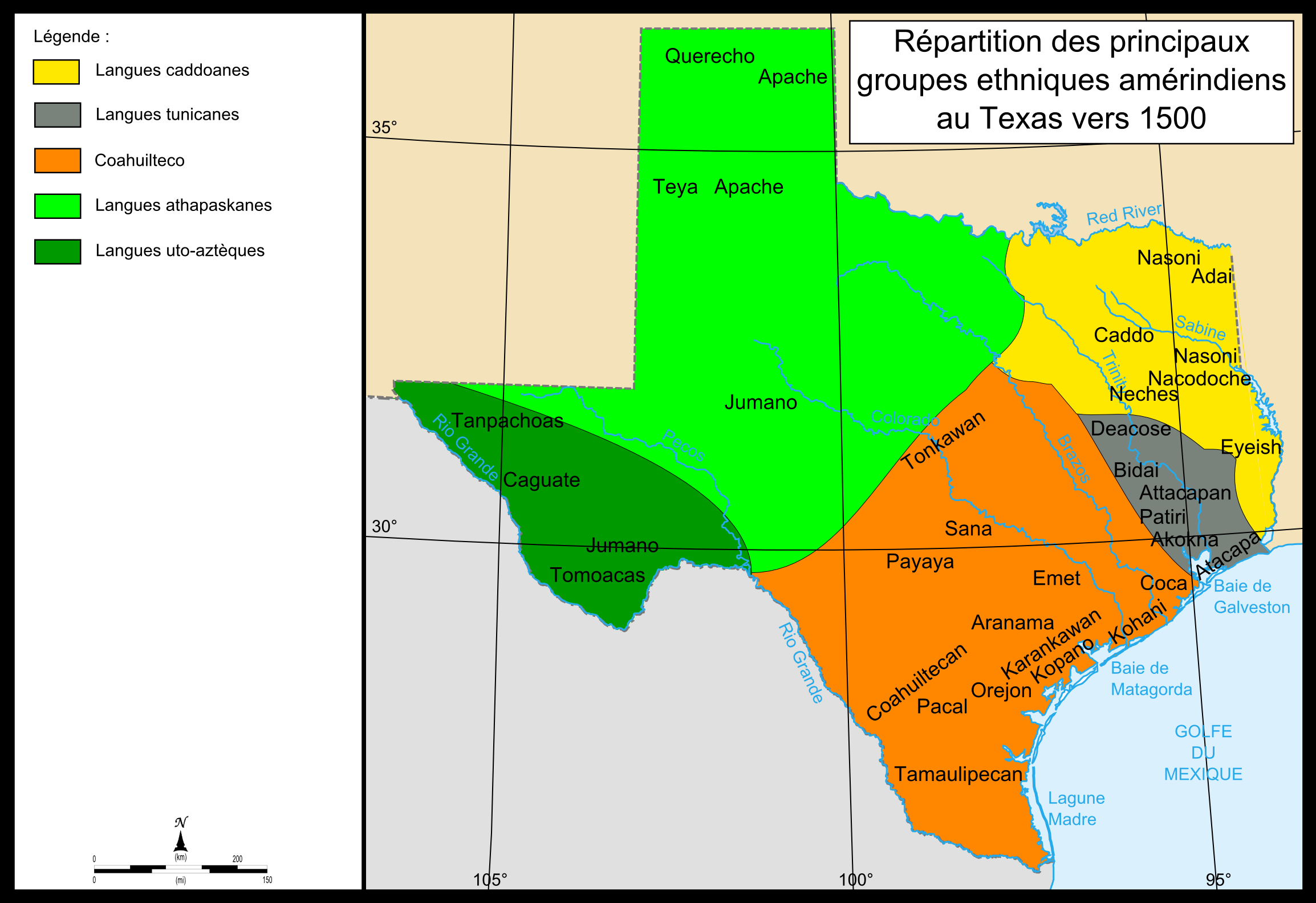
Mapa dels indis de Texas, 1500

La millor informació sobre els grups coahuiltecs prové dels missioners Damià Massanet i Bartomeu Gareta. En els anys de 1690 i 1691 Massanet va prendre dos viatges d'una missió a Candela en l'est de Coahuila de Zaragoza a San Antonio a Texas i va informar sobre 39 grups indígenes. També va assenyalar que tots els indis que trobà en el seu camí parlaven el mateix idioma.
És possible que antigament els jumanos i hape parlessin coahuiltec, ja que hostilitzats pels apatxes, van fugir a les regions de Chihuahua.
El Monjo García va crear en 1760 un manual per al culte en coahuiltec. Va fer una llista de 18 grups indígenes de les Missions de San Antonio i Guerrero que parlaven coahuiltec. També va identificar alguns grups poc coneguts de la Costa del Golf de Texas, com de parla coahuilteca. Alguns historiadors suposen que tots els nadius de la zona costanera parlaven coahuiltec excepte els karankawa i els tonkawa.
Els espanyols tenien poc interès per descriure als nadius o per dividir en unitats ètniques. No va haver-hi diferències significatives o característiques culturals per a la classificació i així van romandre inadvertides organitzacions tribals, així com les similituds o diferències en l'idioma dels nadius. Els espanyols es referien a un grup indígena com a nació i les van anomenar després per certes característiques del paisatge, llocs i missions. Solament un poble va ser descrit per característiques culturals, com el seu pentinat o la pintura. Per tant, és extremadament difícil per als antropòlegs d'avui identificar la varietat de grups indígenes, sobre les bases de la seva llengua i cultura.
Historiadors mexicans posteriorment van citar que amb el temps, diferents grups lingüístics van arribar a les missions i van aprendre coahuiltec com a llengua dominant, llavors els lingüistes van creure que aquests grups eren lingüísticament relacionats amb els coahuiltecs. No obstant això, encara no és clar si tots els grups ètnics de la regió pertanyen al mateix grup lingüístic.

## Territori
Existien grups coahuiltecs des de l'altiplà d'Edwards al nord, fins a la serra nord de Tamaulipas a Mèxic. Gran quantitat de tribus estaven assentades principalment en regions fluvials com rius i llacunes, però fins i tot alguns d'aquests grups es trobaven en regions desèrtiques (a Coahuila).

## Cultura i forma de vida
Se suposa que tots els nadius dels grups coahuiltecs del sud de Texas compartien un idioma i cultura similar, mentre que en els de Mèxic, es van observar algunes diferències. Per exemple, els comecrudos tenien un idioma diferent, el qual és considerat pels lingüistes com una branca alterna del coahuiltec.
Els coahuiltecs van subsistir principalment de la caça i la recol·lecció, no obstant això en el sud de Tamaulipas també va haver-hi una mica d'agricultura. Recollien un gran nombre de plantes silvestres i arbres fruiters com el mesquite, els fesols (gènere Prosopis), agave (gènere Furcraea), cactus, flors, fruites, nous, glans, arrels i tubercles. La introducció de bestiar europeu va alterar la vegetació original, ja que originalment la terra estava coberta d'arbustos espinosos.
Molt important era, per sobre de tot, el bisó, que es va traslladar des del nord fins al sud de Texas i el nord-est de Coahuila, i el cérvol. Caçaven animals petits com pecarí i armadillos (Dasypodidae), conills, rates i ratolins, un munt d'aus i innombrables espècies de serps, llangardaixos, granotes i caragols. Els peixos eren capturats als rius en passar al costat de la xarxa, també eren caçats musclos i altres mariscs en l'aigua salada del Golf durant tot l'any.
Hi ha pocs informes dels colons espanyols sobre el campament indi d'estiu, mentre que el seu parador durant l'hivern és del tot desconegut. Dos o més grups van compartir el campament d'estiu, cadascun dels quals pel que sembla no tenia cap zona separada per a farratge. Els mariame per exemple, es distribuïen entre dues regions, els límits exteriors eren d'almenys 130 km d'ample, mentre que el vedat de caça dels papayas al sud de Texas des de 1690 fins a 1709 es va expandir segons els viatgers espanyols més de 50 km, i hi havia deu campaments indis. Els pampopa tenien una àrea de 135 km de longitud, perquè la cerca d'aliments requeria una àrea corresponentment gran.
Només hi ha dues descripcions de la vida dels coahuiltecs, provinents de dos segles diferents. La primera és la d'Álvar Núñez Cabeza de Vaca i descriu al seu temps els mariame al sud de Texas, on va viure durant 18 mesos, 1533-1534. La segona font és d'Alonso de León, qui va fer una descripció general dels grups indígenes, amb els quals es va reunir en Nuevo León abans de 1649 com a soldat. Aquesta era, per als indis, una àrea residencial entre Monterrey i Cadereyta al sud i Cerralvo en el nord-est. Aquestes dues fonts contenen la mateixa informació sobre la seva tecnologia, però també descripcions diferents de la cultura, la qual cosa pot explicar-se per la distància espacial de 240 quilòmetres.
Els mariame vivien durant nou mesos a partir de tardor a la primavera en el riu Guadalupe a Texas per sobre de la confluència del riu San Antonio, mentre que a l'estiu es traslladaven 140 kilòmetres al sud-oest. Aquest cicle estacional s'aprofitava per collir fruits de cactus (Opuntia) a l'oest de Corpus Christi. Els mariame explicaven en 1534 que vivien en un poble de quaranta cases, amb unes 200 persones. Les cases eren en forma de cúpula, rodones i eren fetes d'un marc de quatre varetes flexibles, clavades a terra, doblegades, lligades juntes i cobertes amb estores. Les vares i estores eren transportades quan el grup es traslladava. En el riu Guadalupe, els indígenes feien expedicions de caça de dos dies. Tenien lloc dues o tres vegades a l'any i consistien a viatjar des la vall boscosa on vivien als pasturatges de les regions veïnes.
Els indis també caçaven rates, ratolins i serps, menjaven caragols, granotes, llangardaixos, aranyes i altres insectes. En temps de fam fins i tot menjaven terra, fusta i femta de cérvols. Després de les inundacions d'abril i maig, es capturaven peixos en basses poc profundes que quedaven aïllades en retirar-se les aigües. A la tardor es recollia pacana al riu Guadalupe, es triturava i es barrejava amb altres llavors. També es collien en l'estiu figues de moro en grans quantitats, algunes dels quals s'espremien i es transformaven en suc. Les arrels de certes plantes van ser la principal font d'aliment en l'hivern, però eren escasses i difícils de trobar.
Els indis utilitzaven l'arc i la fletxa com a arma ofensiva i van tenir petits escuts, que eren coberts amb pell de bisó. Eren estrictament monògams. El divorci estava permès, però no hi havia cap raó, excepte insatisfacció sexual. Els mariame practicaven l'infanticidi femení i fins i tot mataven nens mascles quan els successos desfavorables ho exigien.
Llur religió era molt rudimentària, ja que no tenien temples, coves ni ídols. El pare Benito García va escriure en llur idioma un Manual para administrar sacramentos.

## Història
Molt poc se sap sobre el seu desallotjament, la pèrdua de població i l'eventual extinció. A causa que les restes d'alguns grups es van manifestar en les missions espanyoles, els registres de la missió i els censos podrien revelar molt. L'expansió territorial i la grandària de la població abans i després de l'expulsió és incert.

### Expulsió
Durant el període colonial espanyol, la majoria dels coahuiltecs van ser expulsats de la seva terra tradicional, des del sud pels colonitzadors espanyols i des del nord pels apatxes lipan. Quan van arribar els espanyols, van instal·lar als coahuiltec al nord, alguns d'ells també van emigrar cap a l'est i l'oest. Aquests grups van ser reprimits per altres indis que havien estat expulsats abans. Els coahuiltecs també va sofrir per les malalties dels europeus, com la verola i el xarampió, que sovint van superar als colons dels assentaments fronterers. El robatori de bestiar dels colons substituí la cacera i van assaltar hisendes o mitjans de transport de subministrament espanyols. Aixecaments indígenes mal organitzats van ser reprimides brutalment pels espanyols i els indígenes van fugir de la zona afectada.
En el nord de la frontera espanyola, els apatxes van penetrar al sud de Texas. En la primera meitat del segle xvii robaven el cavall els apatxes als colonitzadors espanyols en Nou Mèxic i va ser la potència dominant en les planures del sud. En els anys 1683 a 1684 va viatjar Domínguez de Mendoza des d'El Paso a l'altiplà d'Edward. Va anomenar nombrosos grups de nadius americans, que havien estat expulsats dels apatxes a la zona est de la part baixa del riu 
Pecos. L'expansió dels apatxes va augmentar a mesura que en 1680 va esclatar la revolta pueblo i els apatxes van perdre la seva font de nous cavalls. A mitjan segle xviii els apatxes van arribar a les planes costaneres de Texas i van ser coneguts com a apatxes ipan. El gir lipan va expulsar els últims pobles indígenes restants del sud de Texas, la majoria dels quals van fugir a les missions espanyoles a l'àrea de San Antonio.
En 1790, els espanyols van tornar la seva atenció principal als grups coahuitecos i karankawa sobre els apatxes invasors. A Coahuila era l'únic lloc on hi havia una convivència apatxe-coahuilteca inusual. Els grups locals es van barrejar amb els refugiats de Coahuila, Chihuahua i Texas. Alguns d'ells van fugir de la pressió dels colons blancs, fins i tot al nord cap a Texas Highlands.
El 1718 els jesuïtes van establir la Missió de San Antonio de Valero entre els payaya, dirigida pel p. Olivares, però foren extints el 1776. Els altres foren exterminats pels atacs dels espanyols de Mèxic, pels britànics de Texas i per les tribus apatxes.

### Missions evangelitzadores
Les nombroses missions espanyoles van atorgar refugi a la població d'origen indígena desplaçada i amenaçada. Les primeres missions van ser construïdes en el límit de l'assentament. A causa que vivien de l'agricultura, que només podien existir quan havien suficients treballadors indígenes. Les missions no van ser distribuïdes uniformement. Algunes estaven molt lluny les unes de les altres, mentre que de vegades havien grups, sovint de dos a cinc junts. Un nombre més gran d'indígenes desplaçats reunits en aquests grups missioners, perquè aquests generalment també tenien una guarnició com a protecció. Algunes missions van durar menys d'una dècada, unes altres van durar fins a un segle.
El nombre de diferents grups indígenes variaven des de menys de vint a més d'un centenar de grups. Molts grups estaven formats per menys de 10 persones. En les missions de més edat, especialment en el nord, van ser més comunament oposats grups. Als pobles d'indis de la missió vivien en mitjana al voltant de 100 membres dels diversos grups que venien d'una gran àrea al voltant de la missió, alguns també provenien de zones distants. Encara que els supervivents d'un grup en general estaven en una missió, també hi havia persones o famílies d'un grup ètnic que s'estenien per diverses missions.

### Pèrdua d'identitat
La majoria dels coahuiltecos van perdre al segle xviii la seva identitat. En 1800 hi havia només uns pocs, coneguts pel seu nom, però en 1900 s'havien extint tots. Missions i llogarets de refugiats eren els últims bastions de la identitat ètnica. Aquests indis van treballar en mines i plantacions. Al final del segle xviii, moltes missions s'havien ja tancat i a les famílies indígenes se'ls va donar un petit tros de terra perquè la treballessin. Albert Samuel Gatschet va investigar en 1886 als descendents de dos o tres grups en el costat sud del riu Grande, però desconeixien la seva antiga llengua. Cap a 1981 alguns descendents d'aquests pobles indígenes encara estaven dispersos en comunitats de Mèxic i Texas.

## Tribus coahuilteques
L'ètnia estava composta per al voltant de 200 tribus.
| A-H             | H-O             | O-P         | P-T             | T-Z            |
| --------------- | --------------- | ----------- | --------------- | -------------- |
| Aguastayas      | Orejones        | Oydican     | Payayas         | Tarequano      |
| Alazapas        | Ohaguames       | Paac        | Payuguan        | Teana          |
| Andacaminos     | Hiabu           | Paachiqui   | Peana           | Tecahuistes    |
| Annas           | Hihames         | Pabor       | Pelones         | Tejones        |
| Apayxam         | Huacacasa       | Pacaruja    | Piedras Blancas | Teneinamar     |
| Aranamas        | Huanes          | Pachal      | Piquique        | Tenicapeme     |
| Asan            | Hume            | Pachalaque  | Pinanaca        | Tepachuaches   |
| Atajal          | Juamaca         | Pachaloco   | Piniquu         | Tepemaca       |
| Atastagonies    | Jueinzum        | Pachaquen   | Pintos          | Terocodame     |
| Borrados        | Juncatas        | Pachaug     | Pita            | Tet            |
| Cabias          | Junced          | Pacpul      | Pitahay         | Tetanauoica    |
| Cacafes         | Macapao         | Pacuaches   | Pomuluma        | Tetecores      |
| Cachopostales   | Macocoma        | Pacuachiam  | Prietos         | Tilijaes       |
| Camai           | Mallopeme       | Paguan      | Psaupsau        | Tinapihuayas   |
| Cantunas        | Mamuqui         | Paguanan    | Putaay          | Tiopines       |
| Casas chiquitas | Manam           | Pajalat     | Quanataguo      | Tocas          |
|                 | Manico          | Pajarito    | Quems           | Tonzaumacagua  |
| Casastles       | Manos Coloradas | Yuê         | Quepanos        | Tripas Blancas |
| Chaguantapam    | Manos de Perro  | Pamaque     | Quesal          | Tuancas        |
| Chagustapa      | Manos Prietas   | Pamaya      | Quitacas        | Tumamar        |
| Chapamaco       | Maquems         | Pamoranos   | Salapaque       | Tumpzi         |
| Chemoco         | Maraquites      | Pampopas    | Samampac        | Tusanes        |
| Chuapas         | Matucar         | Papanac     | Sampanal        | Tusonid        |
| Cimataguo       | Matuime         | Paquache    | Sanipao         | Tuteneiboica   |
| Cluetau         | Maubedan        | Parantones  | Secmoco         | Uracha         |
| Cocomeioje      | Mauyga          | Parchaque   | Senisos         | Venados        |
| Comecrudo       | Mazapes         | Parchinas   | Siaguan         | Vende Flechas  |
| Cotonam         | Menenquen       | Pasalves    | Siansi          | Viayam         |
| Cupdan          | Mescales        | Pasnacanes  | Sillanguayas    | Viddaquimamar  |
| Escaba          | Mesquites       | Pasqual     | Sinicu          | Xarame         |
| Espopolames     | Milijaes        | Pastaloca   | Siupam          | Xiabu          |
| Gavilán         | Morbanas        | Pastancoyas | Sonaque         | Yurguimes      |
| Geies           | Mulatos         | Pasteal     | Sonayan         | Ybdacax        |
| Guanipas        | Muruam          | Patague     | Suanas          | Yeme           |
| Gueiquesales    | Narices         | Patan       | Sulujame        | Yman           |
| Guerjuatida     | Natao           | Patanium    | Tacame          | Yacdossa       |
| Guisoles        | Nazas           | Patou       | Taimamares      | Zorquan        |
| Haeser          | Necpacha        | Patzau      | Tanpacuazes     |                |
| Hapes           | Obozi           | Pausanes    | Ymic            |                |
| Harames         | Ocana           | Pausaqui    | Yoricas         |                |
| Heniocane       | Odoesmades      | Pausay      | Ysbupue         |                |

## Demografia
L'antiga població indígena, així com la grandària i el nombre dels diferents grups ètnics de la regió és difícil d'avaluar. Les xifres de població són abundants, però es refereixen principalment a romanents de grups desplaçats que vivien junts en missions o pobles veïns. La majoria de les xifres provenen de la part nord de la regió, que es va convertir en el centre dels indígenes desplaçats. Per a més informació sobre les xifres de població anteriors a la immigració europea, s'ha d'utilitzar l'escassa informació dels documents d'Álvar Núñez Cabeza de Vaca de 1542. Va informar en 1674 que el grup més nombrós era el dels Gueiquesal del nord-est de Coahuila i estava formada per 512 persones. En 1727, un altre missioner estima que, en mitjana els paquache del riu Nuevos al sud de Texas tenien fins a 350 membres. Documents del període 1747-1772 indiquen que els comecrudos del nord-est de Tamaulipas tenien al voltant de 400 membres, mentre que altres solament tenien de 100 a 300 membres.
Les estimacions de la població total en 1690 varien àmpliament. Un historiador estima que la població total en el nord-est de Mèxic, incloent el desert a l'oest de riu Concho a Chihuahua era de 100.000 indígenes. Un altre va fer una llista amb 614 noms de grup coahuiltecos i va arribar a la conclusió d'un total de 86.000 membres, que es va calcular suposant que cada grup tingués una mitjana de 140 membres.